# Barthélémy Aréna
Barthélémy Aréna nato Bartolomeo Arena (San Fiorenzo, 1753 – Montenero, 1832) è stato un politico francese.

## Biografia
Nel 1791 fu eletto deputato all'Assemblea nazionale legislativa e su ordine del governo francese si recò più volte in Corsica per varie missioni, venendo perciò nominato infame di Corsica. 
Nel 1793 denunciò Pasquale Paoli come nemico della Francia.
Dopo essersi opposto a Napoleone Bonaparte, fuggì a Livorno; anche il fratello Joseph Antoine Aréna fece parte dei movimenti d'opposizione a Bonaparte.